# Mihriban Er
Mihriban Er (Istanbul, 7 settembre 1966) è un'attrice e doppiatrice turca, nota per aver interpretato il ruolo di Perihan nella serie Come sorelle (Sevgili Geçmiş) e per quello di Sevil nella serie Terra amara (Bir Zamanlar Çukurova).

## Biografia
Mihriban Er è nata il 7 settembre 1966 a Istanbul (Turchia), ed ha un figlio che si chiama Ayberk Aladar, nato nel 1992, anch'egli attore.

## Carriera
Mihriban Er ha iniziato la sua carriera di attrice con l'educazione teatrale durante gli anni scolastici. Nel 1985 ha iniziato la sua carriera teatrale professionale al teatro Lale Oraloğlu e lavora anche come doppiatrice. Nel 1987 ha fatto la sua prima apparizione come attrice nella miniserie Saat Sabahın Dokuzu. I suoi film in cui ha riscosso successo sono stati Köksüz, Kesfedilmemis Çocuklar e Geçerken Ugradim, mentre le sue serie in cui ha riscosso successo sono state Umut Taksi, Sen Allahın Bir Lütfusun, Güzel Çirkin, Come sorelle (Sevgili Geçmiş), Terra amara (Bir Zamanlar Çukurova) e Bir Zamanlar Kibris.

## Filmografia

### Cinema
- Köksüz, regia di Deniz Akcay Katiksiz (2013)
- Kanli Postal, regia di Muhammet A.B. Arslan (2015)
- Albüm, regia di Mehmet Can Mertoglu (2016)
- Kesfedilmemis Çocuklar, regia di Bülent Terzioglu e Korkmaz Yalinkiliç (2019)
- Geçerken Ugradim, regia di Onur Bilgin (2020)

### Televisione
- Saat Sabahın Dokuzu – miniserie TV (1987)
- Issız Kule, regia di Bülent Özdural – film TV (1992)
- Umut Taksi – serie TV (1993)
- Suçlu Kim – serie TV (1994)
- Hemserim – serie TV (1996)
- Yangın Ayşe – serie TV (1997)
- Örümcek – serie TV (1998)
- Sen Allahın Bir Lütfusun – serie TV (1999)
- Ayrılsak da Beraberiz – serie TV (1999-2002)
- Karakolda ayna var – serie TV (2000)
- Samyeli – serie TV (2000)
- Üvey Baba – serie TV (2000)
- Ağlayan Kadın, regia di Mesut Taner – film TV (2000)
- Avci – serie TV (2001)
- Bizim aile – miniserie TV (2001)
- Sırlar Dünyası / Sır Kapısı – serie TV (2002)
- Berivan – miniserie TV (2002)
- Yusuf yüzlü – serie TV (2004)
- Büyük yalan – serie TV (2004-2005)
- Ahh İstanbul – serie TV (2006)
- Ezo Gelin – serie TV (2006)
- Binbir Gece – serie TV (2006)
- Tutsak – serie TV (2007)
- Kesanli Ali Destani – serie TV (2011-2012)
- Güzel Çirkin – serie TV (2013)
- Alin Yazim – serie TV (2014)
- Baba Candir – serie TV (2016)
- Yüzyillik Mühür – serie TV (2016)
- Umudun Kiyisinda – serie TV (2017)
- Come sorelle (Sevgili Geçmiş) – serie TV (2019)
- Terra amara (Bir Zamanlar Çukurova) – serie TV (2019)
- Uyanis: Büyük Selcuklu – serie TV (2020-2021)
- Bir Zamanlar Kibris – serie TV (2021)
- Alef – serie TV (2022)

## Doppiatrici italiane
Nelle versioni in italiano dei suoi film e delle sue serie TV, Mihriban Er è stata doppiata da:
- Tiziana Avarista[13] in Come sorelle[14]